# Heljesund
Heljesund is een plaats in de gemeente Åre in het landschap Jämtland en de provincie Jämtlands län in Zweden. De plaats heeft 63 inwoners (2005) en een oppervlakte van 23 hectare. De plaats ligt aan een baai van het meer Storsjön.